# Andigena laminirostris
El tucán andino piquilaminado (Andigena laminirostris), en inglés conocido como plate-billed mountain toucan, es una especie de ave de la familia Ramphastidae. Es un ave endémica compartida entre Colombia y Ecuador. Habita en bosques húmedos montanos altos de los Andes. No se conocen subespecies. Es una de las cuatro especies del género Andigena, conocidas como tucanes de montaña. Otros de los nombres comunes de esta especie son: hill-toucan (Inglés), toucan montagnard (Francés), Leistenschnabeltukan (Alemán), y tucán piquiplano (Español).
La densidad poblacional de Andigena laminirostris ha dismunuido por la fragmentación de su hábitat a causa de la deforestación. Según la UICN su estado de conservación es "vulnerable", ya que la disposición de hábitat está disminuyendo moderadamente rápido. Se los encuentra mayormente en bosques húmedos nublados, subtropicales y bosques templados de montaña.
Andigena laminirostris tiene una dieta compuesta principalmente por frutas y semillas por lo que son considerados frugívoros; un rasgo característico de la familia Ramphastidae. Ha sido frecuentemente observado buscando alimento en grupos de hasta seis individuos en el estrato medio del bosque. Se alimenta de por lo menos 49 especies de frutos e insectos, especialmente coleópteros.

## Hábitat y Distribución

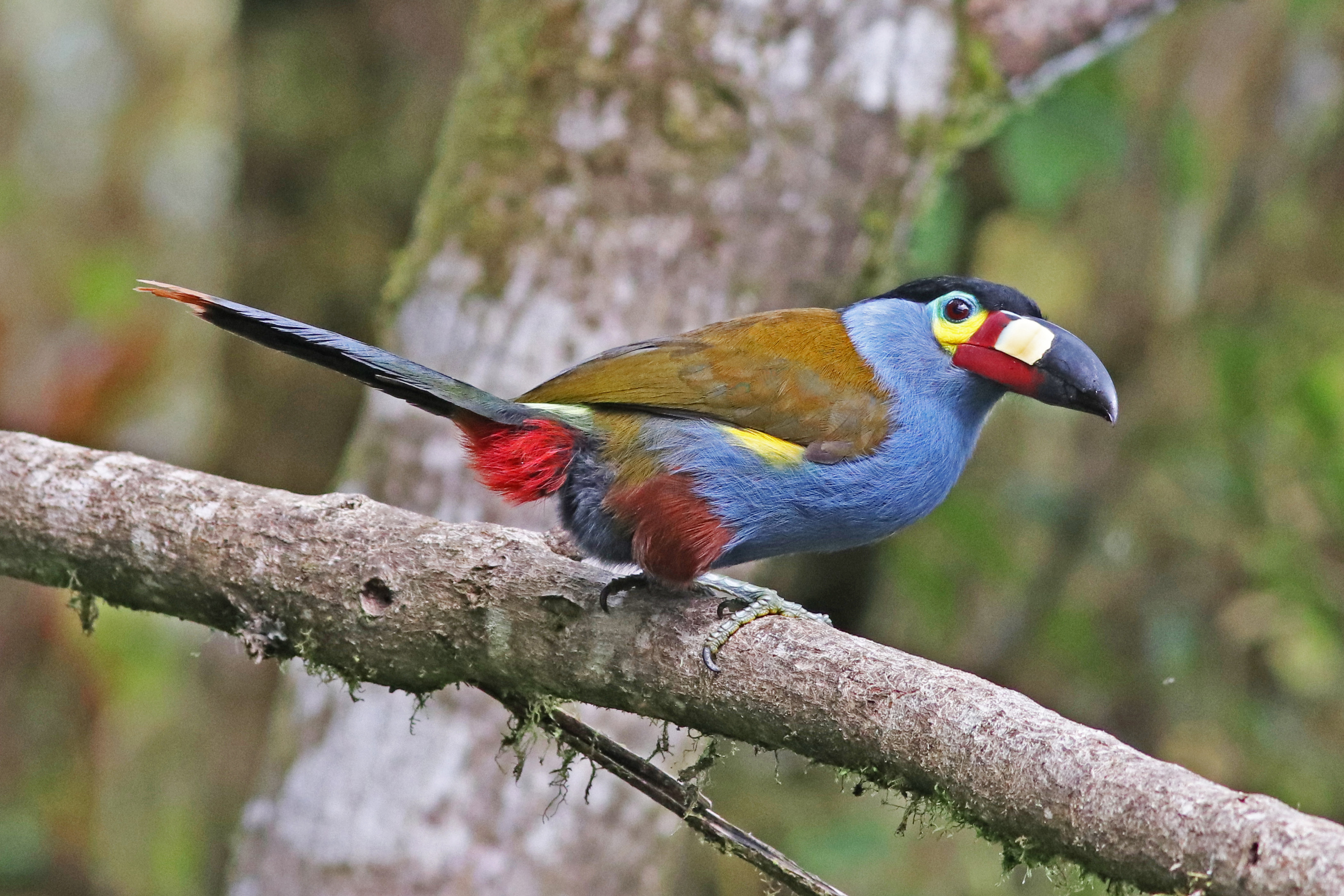
Noroeste de Ecuador

Habita en los bosques húmedos y bordes de bosques templados en la ladera oriental de los Andes. Los bosques húmedos templados se caracterizan por tener abundantes epífitas y un dosel que va de 6 a 10 metros de altura. Se distribuye en Colombia y Ecuador, en las estribaciones occidentales de los Andes, (suroeste de Colombia y noroeste de Ecuador), desde el Cañón Pita (Nariño), al suroeste de Colombia,  hasta el río Chanchán, al oeste de Ecuador. Su rango altitudinal varía entre los 1600 hasta los 2600 metros sobre el nivel del mar, aunque ha sido registrado a 3100 metros en la provincia de Imbabura-Ecuador. Debido a la altitud a la que habita comparte su nicho ecológico con el gallito de peña. Su área de ocupación ha sido estimada en 14300 km².
Se posan en parejas, familias o pequeños grupos de individuos no relacionados.  Dentro de los bosques húmedos montanos en los que habitan es muy común encontrar bromelias, musgos y cecropias que generalmente tienen gran tamaño. Se dice que es común dentro de su rango de distribución, pero por la disminución continua de su hábitat su estado de conservación en las listas de UICN es de "amenazado o vulnerable"

## Descripción
Andigena laminirostris, tiene un tamaño aproximado de 42 a 53 cm de longitud,y su pico tiene de 10 cm de largo. Los machos tienen un peso promedio de 314 gramos y las hembras 303 gramos. Se caracterizan por tener dos dedos de sus patas apuntando hacia adelante y dos hacia atrás. La parte superior de las alas es de color dorado oliva y la parte inferior de color azul brillante con manchas laterales. El píleo y la nuca son de color negro, la grupa es de color amarillo brillante, y los muslos son de color marrón rojizo. Las plumas de la cola son de color gris con abrigos verdes y rojos oscuros. La cara tiene manchas de color amarillo y amarillo-verde y el iris es de color rojo. El pico es negro con áreas rojo y marfil.
En el Ecuador existen formas distintas de esta especie, una distribuyéndose al norte hasta el napo occidental, y la otra al sur, alcanzando el noroeste de Morona Santiago. 
Las aves norteñas tienen el iris pardo rojizo y la mitad del maxilar naranja, mientras que las aves del sur tienen el iris verdevioleta a pajizo. La región de la piel periocular es negra, la mitad terminal del maxillar es rosa; y el resto de la maxila por lo general es amarilla con una base negra y un delgado borde azul. La cabeza es relativamente grande con una banda cervical grisceleste, una parte superior pardo aceitunado bronceado, alas verdes, rabadilla con banda debajo grisceleste con crissum rojo y muslos castaños.

## Apareamiento y anidación
El ritual de apareamiento es muy importante para la especie; el tucán macho es un amante audaz. Para esta especie en especial los displays juegan un papel importante, al igual que la iridiscencia de sus plumas. La mayoría de actividades de anidación y apareamiento se dan entre marzo y octubre en Colombia y junio y septiembre en Ecuador. Su época de apareamiento sucede cuando los árboles frutales están en temporada, es decir, cuando sus recursos alimenticios son abundantes. La edad a la que comienzan a reproducirse se estima que es desde los 3 años.
Tienen procesos de apareamiento monógamos, y mientras el display de apareamiento ocurre los machos ofrecen frutas a las hembras. Otra característica importante en este display, es que ambos sexos intervienen y cantan. Los machos emiten sonidos como Tryyyyk y las hembras como t't t't, los cuales son llamados "gritos de reproducción". El sonido del traqueteo de la pareja se puede escuchar a un kilómetro de distancia.
La anidación ocurre en agujeros de  árboles que miden de 6 a 30 metros de altura. Este tipo de anidación es una adaptación a su limitada capacidad de construir nidos excavando o construyendo nidos elaborados.  Muchas veces los tucanes compiten con los pájaros carpinteros por la disponibilidad de nidos que los mismos carpinteros construyen.
Los nidos están cubiertos con astillas de madera y se los considera bastante rústicos a comparación de los de otras especies, ya que no tienen una conformación plumón que amortigüe y abrigue a los huevos. Cada año una pareja de tucanes puede incubar de 3 a 4 huevos, que por lo general son pequeños y de color amarillento. El período de incubación es de 16 días, aunque los padres no los incuban. Es muy raro que tanto hembra como el macho estén sobre el huevo más de una hora al día. Los padres recolectan frutas y semillas para los polluelos durante el periodo de incubación. El cuidado parental se da hasta que los polluelos se independizan, es decir, hasta los 45 a 60 días de nacidos.
Los polluelos nacen ciegos y con pequeños rastros de plumón que dejan ver su piel rosada. El pico no tiene la marca característica de la especie. Esta marca se hace notoria a partir de los 16 días de nacido, pero necesita de cuatro meses para que sea completamente notoria. Las plumas comienzan a cubrir el cuerpo de los polluelos después de 4 semanas. Además, los polluelos tienen pequeñas almohadillas en la zona de los codos, que recubren sus pies y desaparecen cuando se independizan.
Las crías en cautiverio requieren de cuidados extremos. La tasas de supervivencia en cautiverio es menor al 30%.

## Principales amenazas
La mayor amenaza para esta especie es la deforestación y degradación de sus hábitats. Si bien la mayoría de los registros recientes corresponden al noroeste de Pichincha, poco se conoce sobre su estado en la provincia de Chimborazo, Ecuador, donde la destrucción de su hábitat ha sido muy intensa. 